# خامار (داغستان)
خامار (به لاتین: Khamar) یک منطقهٔ مسکونی در روسیه است که در داغستان واقع شده‌است.